# Твёрдые согласные
Твёрдые согла́сные (также непалатализованные согласные, несмягчённые согласные; англ. hard (non-palatalized) consonant, фр. consonne dure, нем. harter Konsonant) — согласные, отличающиеся от мягких (палатализованных) более низким тембром, обусловленным отсутствием в процессе произношения палатализации (подъёма средней части спинки языка к твёрдому нёбу и продвижения языка вперёд, дополняющих основную артикуляцию).
Твёрдые согласные фонологически противопоставлены мягким, поскольку встречаются в идентичных фонетических позициях. Противопоставление согласных по твёрдости — мягкости является одной из характеристик систем консонантизма в таких языках, как русский, белорусский, польский и других. Такое противопоставление играет смыслоразличительную роль: рус. МФА: [н]осо файле «нос» — МФА: [н’]осо файле «нёс»; пы[л] «пыл» — пы[л’] «пыль»; польск. [p]asek «поясок» — [p’]asek (на письме piasek) «песок»; [b]uro «буро» (наречие от «бурый») — [b’]uro (на письме biuro) «бюро».
В русском языке к твёрдым относятся согласные [п], [б], [ф], [в], [т], [д], [с], [з], [ц], [ш], [ж], [к], [г], [х], [м], [н], [р], [л]. Большинство из них образуют пары с мягкими согласными: [п] — [п’], [б] — [б’] и т. д., в которых звуки одинаковы по всем артикуляторным признакам, кроме признака твёрдости — мягкости (непарными являются лишь твёрдые согласные [ц], [ш], [ж]). Твёрдость согласной в указанных парах выступает в качестве отрицательной фонологической характеристики. Так же, как и
признак мягкости, консонантный признак твёрдости непосредственно связан с качеством гласной, соседствующей с твёрдой или мягкой согласной: [м]ыл — [м’]ил. Одной из особенностей оппозиции твёрдых и мягких согласных в русском языке является произношение твёрдых перед гласной е только в заимствованных словах: мэр, пастель. В ряде случаев твёрдые и мягкие согласные в русском языке чередуются при словоизменении и словообразовании (в том числе со смягчением или отвердением в сочетании двух согласных предшествующего согласного): во[д]а — на во[д’]е, ви[нт] — ви[н’т’]ик, пя[т’] «пять» — пя[т]ак, е[з’д’]ить — е[зд]ок.